# Maria Franziska von Trapp
Pour les articles homonymes, voir Trapp (homonymie).
Maria Franziska von Trapp, née le 28 septembre 1914 et morte le 18 février 2014, était la deuxième fille de Georg von Trapp et d'Agatha Whitehead von Trapp. Elle était membre du groupe des Trapp Family Singers, dont la vie a inspiré deux films en Allemagne, ainsi que la comédie musicale puis le film La Mélodie du bonheur où Maria y est représentée par le personnage de Louisa. À la veille de sa mort à 99 ans, elle était le dernier enfant vivant parmi ceux qui avaient été représentés dans le film.

## Biographie

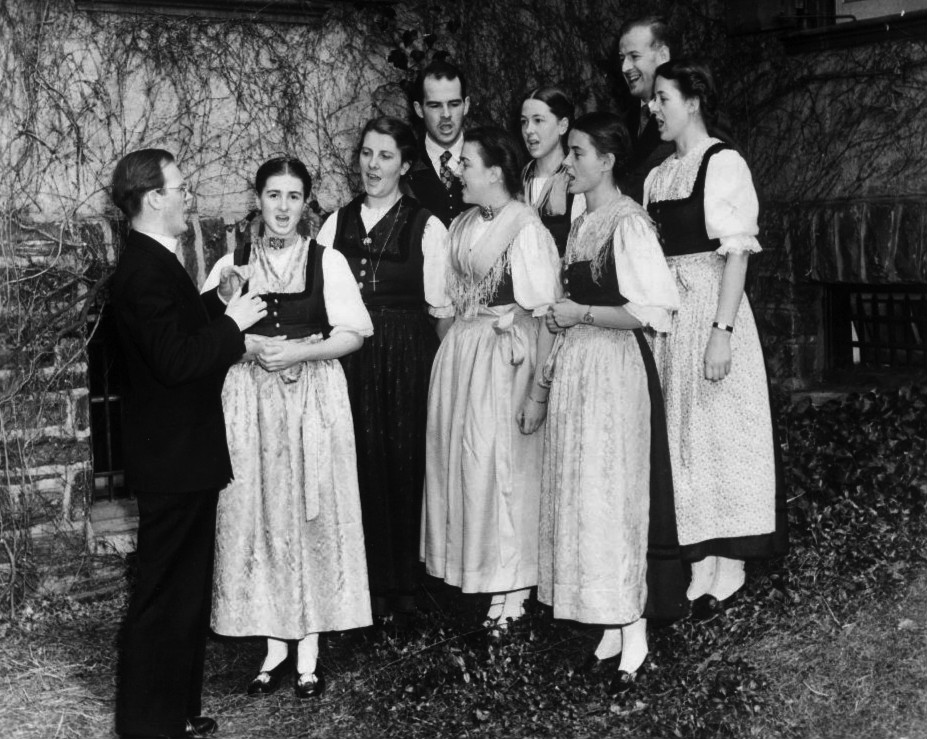
La famille des chanteurs Trapp en répétition juste avant un concert près de Boston, le 27 septembre 1941. La belle-mère, Maria Augusta, est la troisième à partir de la gauche, en costume sombre.

En plus de Maria Franziska née en 1914, la fratrie issue du premier mariage du « chevalier » (en allemand : Ritter) Georg von Trapp, capitaine de la marine austro-hongroise, se composait de : Rupert (en) (1911-1992) ; Agathe (en) (1913-2010) ; Werner (en) (1915-2007) ; Hedwig (en) (1917-1972) ; Johanna (en) (1919-1994) ; et Martina (en) (1921-1951).
Maria Franziska forma le groupe des Trapp Family Singers avec ses frères et sœurs, son père et sa belle-mère (Maria). Cette famille inspira la comédie musicale de Broadway datée de 1959 et le film La Mélodie du bonheur, qui obtint l'Oscar du meilleur film en 1965.
Maria Franziska chantait la partition de seconde soprano dans le groupe familial, tout comme sa sœur Martina.
La famille partit pour l'Italie peu après l'annexion de l'Autriche par l'Allemagne au printemps 1938, craignant des représailles après avoir refusé de chanter à la fête d'anniversaire de Hitler et après que le père, ancien commandant de sous-marin das l'Empire austro-hongrois, eut refusé d'accepter un poste dans la Marine de guerre allemande. Disposant d’un contrat avec un agent d’artistes américain avant leur départ d’Autriche, la famille poursuivit son voyage d’émigration vers les États-Unis où elle arriva en 1938 ; elle s'installa plus tard dans le Vermont, en 1942. Le père, Georg von Trapp, mourut en 1947. Maria Franziska fut naturalisée américaine en 1948.
La famille continua de faire des tournées et de donner des concerts jusqu'en janvier 1956, année où Maria Franziska et sa belle-mère Maria Augusta devinrent missionnaires laïques en Papouasie-Nouvelle-Guinée.
Du 22 au 27 juillet 2008, Maria Franziska visita la maison de son enfance à Aigen (en), dans la banlieue de Salzbourg, et se rendit sur son lieu de naissance à Zell am See,. Elle était accompagnée de son demi-frère, Johannes, et de sa belle-sœur Erika, veuve de Werner.
Maria Franziska a été le dernier enfant vivant issu du premier mariage du chevalier von Trapp. La fratrie née du second lit (avec l’ex-novice Maria) — Rosemarie née en 1929, Eleonore née en 1931 et Johannes (en) né en 1939 — vit encore aux États-Unis ; celle-ci n'apparaissait pas dans La Mélodie du bonheur puisque l’action s'arrête peu après le remariage de Georg avec Maria, la nouvelle belle-maman.
Maria Franziska von Trapp est morte de cause naturelle le mardi 18 février 2014 à Stowe (Vermont) à l'âge de 99 ans,,,.